# Landhaus Villa Schönblick

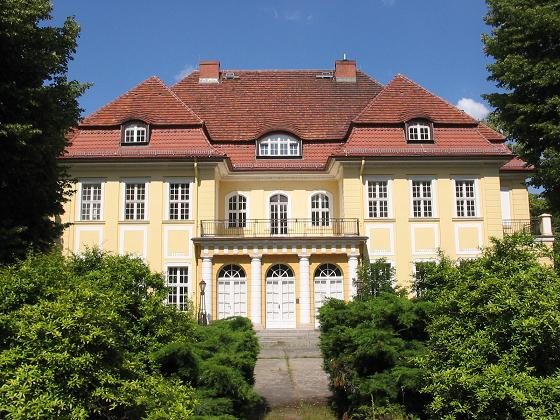
Gutshaus Schönhagen, Ansicht von Westen

Das Landhaus Villa Schönblick ist ein denkmalgeschütztes, neobarockes Herrenhaus in Schönhagen, einem Ortsteil der Stadt Trebbin im Landkreis Teltow-Fläming im Land Brandenburg.

## Lage
Die Bundesstraße 246 führt von Westen kommend in östlicher Richtung durch den Ort. Im Dorfzentrum zweigt die Straße Zum Flugplatz nach Süden hin ab. Von ihr verläuft südwestlich die Straße Schönhagener Gutshof. An ihrem Ende steht das Gebäude samt Park auf einer Anhöhe, die mit einem Zaun eingefriedet ist.

## Geschichte
Im Jahr 1897 musste Arthur von Thümen das Gut Blankensee mit den Gutsteilen Schönhagen und Stangenhagen einschließlich 11.000 Morgen Wald, Acker und Wiese für 2,25 Millionen Mark an die Deutsche Ansiedlungsbank verkaufen. Ein Teil der Gemarkung ging an den Verleger Rudolf Mosse. Er erwarb das Gut Schönhagen sowie Stangenhagen für rund eine Million Mark und ließ in den frühen 1900er-Jahren ein Herrenhaus nach Plänen des Architekten Ernst Lessing errichten. Das genaue Baudatum ist nicht bekannt. Das Brandenburgische Landesamt für Denkmalpflege und Archäologische Landesmuseum (BLDAM) gibt in seiner Denkmaldatenbank die Angabe „1902/1910“ an. Hiltrud und Carsten Preuß äußern sich vorsichtiger und geben an Datum „vermutlich um 1910“ an. Mosse wurde in der Zeit des Nationalsozialismus enteignet. Nach dem Ende des Zweiten Weltkrieges nutzte die Gemeinde die Villa zunächst als Kindergarten, später als Bezirksschule für Weiterbildung von Schulfunktionären und ab 1978 zur Unterbringung von Familien.
Nach der Wende diente das Schloss ab 1990 der Brandenburgischen Landesregierung als Weiterbildungsstätte des Sozialpädagogischen Fortbildungswerkes Brandenburg. Es wurde von der Landesregierung aufwendig saniert und bis 1997 als Schulungsobjekt genutzt. Nachdem es an die Erben der Familie Mosse rückübertragen wurde, steht es im Jahr 2020 zum Verkauf.

## Baubeschreibung
Lessing errichtete ein zweigeschossiges und neunachsiges Gebäude mit einem abgewalmten Mansarddach, in dem ein weiteres Geschoss untergebracht wurde. Die jeweils drei äußeren Achsen wurden dabei hervorgezogen, so dass von Westen her gesehen ein u-förmiger Grundriss entstand. Mittig ist ein Vorflur mit einer Eingangshalle. Sie kann durch drei große und rundbogenförmige Fenstertüren betreten werden, die von vier ionischen Säulen umrahmt werden. Oberhalb entstand so ein Balkon, der durch eine ebenfalls rundbogenförmige Tür betreten werden kann. Während die beiden Fenster zur linken und rechten ebenfalls rundbogenförmig sind, wurden die Fenster in den beiden unteren Geschossen hochrechteckig ausgeführt. An der Ostseite ist ein halbovalförmiger Anbau. Mittig ist eine weitere Rundbogentür, die zu einer Freitreppe führt. Im Anbau wurden wiederum rundbogenförmige, an den übrigen Achsen hochrechteckige Fenster verbaut.

## Villengarten
Der als Villengarten bezeichnete, neobarocke Park ist rund 1,5 Hektar groß und wurde vermutlich Ende des 19. Jahrhunderts angelegt. Dort wachsen Ahorne, Buchen, Eichen, Eiben, Fichten und Linden. Am parkseitigen Eingang zum Gebäude steht ein Monopteros, der – wie auch der Park und das Gebäude – ebenfalls unter Denkmalschutz steht. Unterhalb des Gartenpavillons befindet sich ein Eiskeller.